# Stephanidae
Los estefánidos (Stephanidae) son una familia de himenópteros apócritos, la única de la superfamilia Stephanoidea. Cuenta   con 9 géneros y casi 300 especies. Su distribución es principalmente tropical y subtropical, en varios continentes.
Se conocen cuatro fósiles del Eoceno, uno de ellos es Protostephanus.

## Características
Miden desde 10 mm hasta 4 cm, sin contar el ovipositor que es más largo que el cuerpo. Son de cuerpo delgado y peculiarmente alargado con patas posteriores produndamente modificadas. La cabeza es más bien esférica con un largo cuello; tienen cinco dientes en la cabeza alrededor de los ocelos. Se asemejan a  los Gasteruptiidae, pero son lustrosos y con marcada textura. Las patas posteriores presentan un engrosamiento, muy diferente al de las patas de gasterúpidos.

## Historia natural
Se los ve muy raramente y son difíciles de atrapar, por lo tanto el conocimiento de esta familia es muy pobre. Existen algunas referencias de que son parasitoides de larvas de escarabajos madereros. La mayoría parasitan miembros de las familias Cerambycidae y Buprestidae, aunque algunos parasitan gorgojos (Curculionidae) y algunos usan huéspedes himenópteros. Por ejemplo una especie (Schlettererius cinctipes) es un parasitoide bien conocido de avispas de la familia Siricidae y ha sido introducido en Tasmania como control biológico.

## Taxonomía
Según Michael S. Engel y Jaime Ortega-Blanco, 2011:
Stephanidae
- Subfamilia Schlettereriinae Orfila

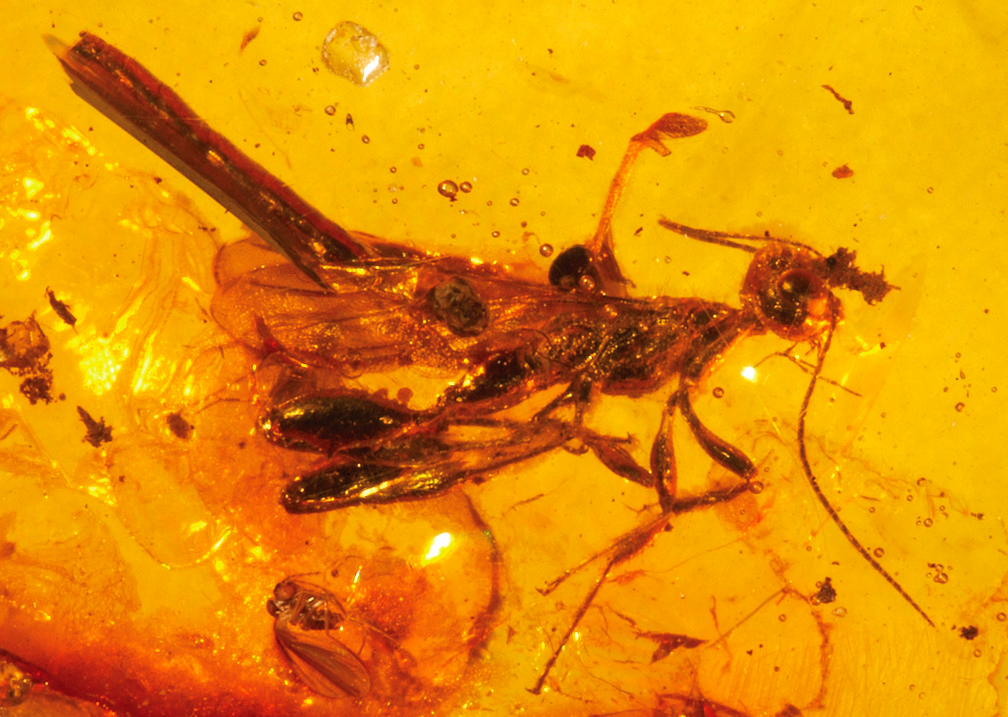
Electrostephanus petiolatus Neotipo macho

  - Género †Archaeostephanus Engel & Grimaldi
  - Género Schlettererius Ashmead
- Subfamilia †Electrostephaninae Engel
  - Género †Electrostephanus Brues
    - Subgénero †Electrostephanodes Engel & Ortega-Blanco
    - Subgénero †Electrostephanus Brues
- Subfamilia Stephaninae Leach
  - Tribu incertae sedis
    - Género †Protostephanus Cockerell
    - Género †Denaeostephanus Engel & Grimaldi

  - Tribu Stephanini Leach
    - Género Stephanus Jurine

  - Tribu Megischini Engel & Grimaldi
    - Género Hemistephanus Enderlein
    - Género Megischus Brullé
    - Género Pseudomegischus Achterberg
      - Subgénero Pseudomegischus Achterberg
      - Subgénero Callomegischus Achterberg

  - Tribu Foenatopodini Enderlein
    - Subtribu Madegafoenina Engel & Grimaldi
      - Género Madegafoenus Benoit
      - Género Afromegischus Achterberg

    - Subtribu Foenatopodina Enderlein
      - Género Parastephanellus Enderlein
      - Género Comnatopus Achterberg
      - Género Profoenatopus Achterberg
      - Género Foenatopus Smith